# Fichier des personnes décédées
Als Fichier des personnes décédées (deutsch „Register verstorbener Personen“), auch Fichier des décès („Sterberegister“), wird in Frankreich ein zentrales Verzeichnis der in dem Land seit dem Jahr 1970 Verstorbenen bezeichnet. Es wird vom staatlichen Statistikamt Institut national de la statistique et des études économiques (Insee) geführt. Seit Oktober 2019 ist das Sterberegister kostenlos und ohne Registrierung online zugänglich.

## Datenbestand
Die Bestände erfassen Todesfälle seit einschließlich 1970. Für vergangene Jahre sind die Daten in einer Datei pro Kalenderjahr zusammengefasst; für das jeweils laufende Jahr gibt es monatliche und trimestrielle Dateien.
Jeder Eintrag betrifft eine Person und enthält den Familiennamen, die Vornamen, das Geschlecht, das Geburtsdatum, den Insee-Schlüssel des Geburtsortes (bzw. des Geburtslandes für im Ausland Geborene), den Klarnamen des Geburtsortes, für im Ausland Geborene überdies den Klarnamen des Geburtslandes, weiterhin für alle erfassten Personen das Sterbedatum, den Insee-Schlüssel des Sterbeorts sowie die Nummer im Sterberegister der jeweiligen Gemeinde. Die Textfelder enthalten nur Großbuchstaben ohne diakritische Zeichen wie Akzente oder Umlaute.
Verspätet beim Insee eingegangene Daten werden den Dateien nach Datum des Eingangs, nicht des Todesfalls, zugeordnet. Die französischen Standesämter verfügen gesetzlich über eine Woche zur Meldung der Todesfälle an das Insee. Wenn die Meldung auf dem traditionellen Postweg in Papierversion erfolgt, müssen bis zur Erfassung noch die Zustelldauer und die Verzögerung durch die Verarbeitung beim Statistikamt hinzugezählt werden. Ebenso können Brücken- und Feiertage oder besondere Umstände, die die Arbeitstätigkeit der Behörden beeinflussen, eine Verzögerung bewirken. Eine vom Insee veröffentlichte Datei des Sterberegisters für einen gegebenen Zeitraum enthält deshalb in der Regel auch eine nennenswerte Zahl von Einträgen für vorangegangene Berichtszeiträume; umgekehrt sind normalerweise nicht alle im Berichtszeitraum erfolgten Todesfälle in der Datei enthalten. So enthält die monatliche Datei für März 2020 ungefähr 8700 Einträge, die Todesfälle vor dem 1. März betreffen; es fehlen in der Datei indessen 9500 Fälle von im März erfolgten Todesfällen, die erst im April erfasst wurden.
Aus diesem Grund stimmen die Zahlen der in den monatlichen Dateien des Sterberegisters aufgeführten Todesfälle nicht mit konsolidierten Todesfall-Statistiken pro Zeitraum überein, etwa mit den nach Départements gegliederten Zahlen, die das Insee seit Beginn der COVID-19-Pandemie in Frankreich veröffentlicht.

## Zugang
Bis zum Jahr 2017 stand der Zugang nur bestimmten gewerblichen Genealogiediensten zur Verfügung, die dafür dem Insee Gebühren in Höhe von etwa 7000 Euro pro Jahr entrichten mussten. Der Zugang wurde 2017 gebührenfrei, blieb aber zunächst beschränkt auf autorisierte Unternehmen, die mit dem Insee eine Lizenzvereinbarung abgeschlossen hatten.
Die für Fragen der Informationsfreiheit und des Zugangs zu Behördendaten zuständige staatliche Kommission CADA (Commission d’accès aux documents administratifs) entschied am 17. Mai 2019 auf Antrag einer genealogischen Vereinigung jedoch, dass das Sterberegister mit sofortiger Wirkung öffentlich zugänglich gemacht werden müsse. Es handle sich um eine Reihe von Dokumenten der staatlichen Verwaltung, die insbesondere keine schutzwürdigen persönlichen Daten enthielten, da die betroffenen Personen bereits verstorben seien. Dies stelle einen Gegensatz zu anderen Zivilstandsurkunden wie etwa Geburts- und Heiratsregistern dar, für die in Frankreich eine Schutzdauer von 75 Jahren gilt. Aus demselben Grund sei die europäische Datenschutz-Grundverordnung (DSGVO) nicht anzuwenden.
Auf diesen Entscheid hin stellte das Insee im Oktober 2019 zum ersten Mal die Daten frei zur Verfügung. Sie sind heute primär über das Open-Data-Portal data.gouv.fr des französischen Staats oder vom Website des Insee abrufbar. Eine rechtliche Garantie für die Korrektheit der Daten besteht nicht.
Auf data.gouv.fr und auf insee.fr stehen die Daten als Textdateien zum Download zur Verfügung, wobei die Dateiformate nicht identisch sind. Beiden ist gemein, dass sie nicht komfortabel zu lesen sind, keine Suchfunktion bieten und die verschlüsselten Daten nicht aufgelöst werden. Da die Weiterverwendung der Daten rechtlich nicht nennenswert beschränkt ist, bieten allerdings mehrere Genealogie-Dienste und andere Betreiber von Webdiensten, etwa Geneanet oder Filae, komfortable Such- und Anzeigefunktionen auf ihren Webportalen an. Diese sind bisweilen registrierungs- und/oder kostenpflichtig. Es gibt aber auch gebührenfrei und ohne Registrierung abrufbare Angebote wie etwa deces.matchid.io.